# The Private War of Major Benson
The Private War of Major Benson (br A Guerra Íntima do Major Benson) é um filme estadunidense de 1955, do gênero comédia, dirigido por Jerry Hopper, com trilha sonora de Henry Mancini. 
As gravações tiveram lugar no campus St. Catherine's Military School em 1955, com todos os cadetes como os atores, menos nos papéis principais. Universal-International Studios escolheu cadetes e localização de St. Catherine's para sua comédia humorística sobre os desafios que o novo comandante de uma escola militar pelas travessuras de um grupo de cadetes do ensino fundamental. Estrelando Charlton Heston, Julie Adams, William Demarest, e um batalhão completo de estudantes de St. Catherine's.
Este filme foi uma das inspirações para o filme de 1995 com Damon Wayans, Major Payne.